# Dong Tam Long An FC
Đồng Tâm Long An Is een Vietnamese voetbalclub uit Tan An die in de V-League speelt de hoogste voetbalklasse in Vietnam. Oorspronkelijk heette de club Gach Dong Tam Long An maar in 2007 werd de naam veranderd.

## In Azië
| Seizoen | Competitie                | Ronde | Land                | Club                  | Score      |
| ------- | ------------------------- | ----- | ------------------- | --------------------- | ---------- |
| 2006    | AFC Champions League 2006 | Groep | Vlag van China      | Shanghai Shenhua      | 3-1v, 2-4v |
| 2007    | AFC Champions League 2007 | Groep | Vlag van Zuid-Korea | Seongnam Ilhwa Chunma | 4-1v, 1-2v |
| 2007    | AFC Champions League 2007 | Groep | Vlag van Australië  | Adelaide United       | 0-2v, 3-0v |
| 2007    | AFC Champions League 2007 | Groep | Vlag van China      | Shandong Luneng       | 4-0v, 2-3v |

## Spelers
- Phan Van Tai Em
- Nguyen Minh Phuong
- Viet Thang Nguyen
- Kabanga Tshamala
- Tostao Kwashi
- Ronald Martin Katsigazi

## Erelijst
- V-League: 2
  - Kampioen : 2005, 2006

- Vietnamese Beker: 1
  - Winnaar : 2005

- Vietnamese Super Beker: 1
  - Winnaar : 2006